# Населення Сент-Кіттс і Невісу
Населення Сент-Кіттс і Невісу. Чисельність населення країни 2015 року становила 51,9 тис. осіб (210-те місце у світі). Чисельність остров'ян стабілізувалась і останнім часом незначно збільшується, народжуваність 2015 року становила 13,5 ‰ (147-ме місце у світі), смертність — 7,09 ‰ (130-те місце у світі), природний приріст — 0,76 % (144-те місце у світі) . 

## Природний рух

### Відтворення
Народжуваність на Сент-Кіттс і Невісі, станом на 2015 рік, дорівнює 13,5 ‰ (147-ме місце у світі). Коефіцієнт потенційної народжуваності 2015 року становив 1,78 дитини на одну жінку (154-те місце у світі).
Смертність на Сент-Кіттс і Невісі 2015 року становила 7,09 ‰ (130-те місце у світі).
Природний приріст населення в країні 2015 року становив 0,76 % (144-те місце у світі).

### Вікова структура

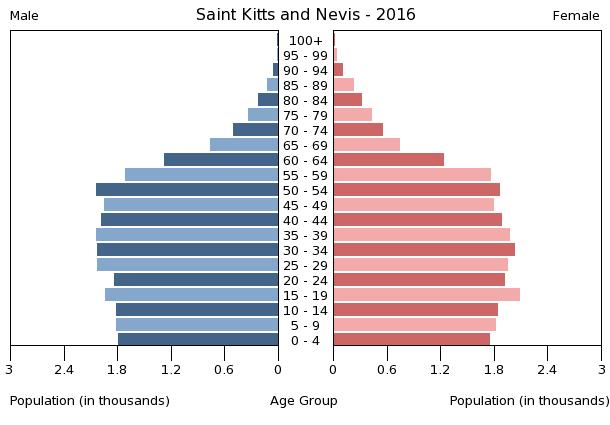
Віково-статева піраміда населення Сент-Кіттс і Невісу, 2016 рік

Середній вік населення Сент-Кіттс і Невісу становить 34,5 року (82-ге місце у світі): для чоловіків — 34,7, для жінок — 34,3 року. Очікувана середня тривалість життя 2015 року становила 75,52 року (97-ме місце у світі), для чоловіків — 73,09 року, для жінок — 77,99 року.
Вікова структура населення Сент-Кіттс і Невісу, станом на 2015 рік, мала такий вигляд:
- діти віком до 14 років — 20,99 % (5 457 чоловіків, 5 445 жінок);
- молодь віком 15—24 роки — 15,1 % (3 845 чоловіків, 3 999 жінок);
- дорослі віком 25—54 роки — 45,01 % (11 951 чоловік, 11 427 жінок);
- особи передпохилого віку (55—64 роки) — 10,79 % (2 806 чоловіків, 2 800 жінок);
- особи похилого віку (65 років і старіші) — 8,1 % (1 912 чоловіків, 2 294 жінки)[1].

## Розселення
Густота населення країни 2015 року становила 213,7 особи/км² (70-те місце у світі). Населення країни розпорошене по невеличких поселеннях уздовж узбережжя обох островів.

### Урбанізація
Сент-Кіттс і Невіс середньоурбанізована країна. Рівень урбанізованості становить 32 % населення країни (станом на 2015 рік), темпи зростання частки міського населення — 1,27 % (оцінка тренду за 2010—2015 роки).
Головні міста держави: Бастер (столиця) — 14,0 тис. осіб (дані за 2014 рік).

### Міграції
Річний рівень імміграції 2015 року становив 1,21 ‰ (61-ше місце у світі). Цей показник не враховує різниці між законними і незаконними мігрантами, між біженцями, трудовими мігрантами та іншими.

## Расово-етнічний склад
| Етнічний склад (2015 рік) | Етнічний склад (2015 рік) | Етнічний склад (2015 рік) | Етнічний склад (2015 рік) | Етнічний склад (2015 рік) |
| ------------------------- | ------------------------- | ------------------------- | ------------------------- | ------------------------- |
| Етнос:                    |                           |                           | Відсоток:                 |                           |
| темношкірі британці       | темношкірі британці       |                           | %                         | %                         |
| португальці               | португальці               |                           | %                         | %                         |
| ліванці                   | ліванці                   |                           | %                         | %                         |

Головні етноси країни: афрокарибці, британці, португальці, ліванці.

## Мови
| Мови Сент-Кіттс і Невісу (2015 рік) | Мови Сент-Кіттс і Невісу (2015 рік) | Мови Сент-Кіттс і Невісу (2015 рік) | Мови Сент-Кіттс і Невісу (2015 рік) | Мови Сент-Кіттс і Невісу (2015 рік) |
| ----------------------------------- | ----------------------------------- | ----------------------------------- | ----------------------------------- | ----------------------------------- |
| Мова:                               |                                     |                                     | Відсоток:                           |                                     |
| англійська                          | англійська                          |                                     | 100%                                | 100%                                |

Офіційна мова: англійська.

## Релігії
| Релігії на Сент-Кіттс і Невісі (2009 рік) | Релігії на Сент-Кіттс і Невісі (2009 рік) | Релігії на Сент-Кіттс і Невісі (2009 рік) | Релігії на Сент-Кіттс і Невісі (2009 рік) | Релігії на Сент-Кіттс і Невісі (2009 рік) |
| ----------------------------------------- | ----------------------------------------- | ----------------------------------------- | ----------------------------------------- | ----------------------------------------- |
| Віросповідання:                           |                                           |                                           | Відсоток:                                 |                                           |
| християни                                 | християни                                 |                                           | 100%                                      | 100%                                      |

Головні релігії й вірування, які сповідує, і конфесії та церковні організації, до яких відносить себе населення країни: англіканство, інший протестантизм, римо-католицтво.

## Освіта
Рівень письменності 2015 року становив 99 % дорослого населення (віком від 15 років): 99 % — серед чоловіків, 99 % — серед жінок.
Державні витрати на освіту становлять 4,2 % ВВП країни, станом на 2007 рік (105-те місце у світі). Середня тривалість освіти становить 14 років, для хлопців — до 14 років, для дівчат — до 15 років (станом на 2014 рік).

## Охорона здоров'я
Забезпеченість лікарняними ліжками в стаціонарах — 2,3 ліжка на 1000 мешканців (станом на 2012 рік). Загальні витрати на охорону здоров'я 2014 року становили 5,1 % ВВП країни (117-те місце у світі).
Смертність немовлят до 1 року, станом на 2015 рік, становила 8,77 ‰ (147-ме місце у світі); хлопчиків — 6,03 ‰, дівчаток — 11,56 ‰.

### Захворювання
Кількість хворих на СНІД невідома, дані про відсоток інфікованого населення в репродуктивному віці 15—49 років відсутні. Дані про кількість смертей від цієї хвороби за 2014 рік відсутні.
Частка дорослого населення з високим індексом маси тіла 2014 року становила 28,4 % (11-те місце у світі).

### Санітарія
Доступ до облаштованих джерел питної води 2015 року мало 98,3 % населення в містах і 98,3 % в сільській місцевості; загалом 98,3 % населення країни. Відсоток забезпеченості населення доступом до облаштованого водовідведення (каналізація, септик): в містах — 87,3 %, в сільській місцевості — 87,3 %, загалом по країні — 87,3 % (станом на 2015 рік). Дані про відсоток населення країни, що перебуває за межею бідності, відсутні. Дані про розподіл доходів домогосподарств в країні відсутні.
Станом на 2012 рік, у країні 5,232 осіб не має доступу до електромереж; 91 % населення має доступ, у містах цей показник дорівнює 100 %, у сільській місцевості — 80 %. Рівень проникнення інтернет-технологій надзвичайно високий. Станом на липень 2015 року в країні налічувалось 39 тис. унікальних інтернет-користувачів (203-тє місце у світі), що становило 75,7 % загальної кількості населення країни.

## Соціально-економічне становище

### Трудові ресурси
Загальні трудові ресурси 1995 року становили 18,17 тис. осіб (213-те місце у світі). Безробіття 1998 року дорівнювало 4,5 % працездатного населення (43-тє місце у світі).

## Кримінал

### Наркотики

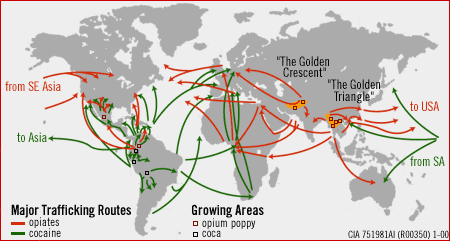
Світові маршрути наркотрафіку

Перевалочний пункт для південноамериканських наркотиків до США і Європи; незначна активність з відмивання грошей.

### Торгівля людьми
Згідно зі щорічною доповіддю про торгівлю людьми (англ. Trafficking in Persons Report) Управління з моніторингу та боротьби з торгівлею людьми Державного департаменту США, уряд Сент-Кіттс і Невісу докладає значних зусиль в боротьбі з явищем примусової праці, сексуальної експлуатації, незаконною торгівлею внутрішніми органами, але законодавство відповідає мінімальним вимогам американського закону 2000 року щодо захисту жертв (англ. Trafficking Victims Protection Act’s) не в повній мірі, країна знаходиться у списку другого рівня.

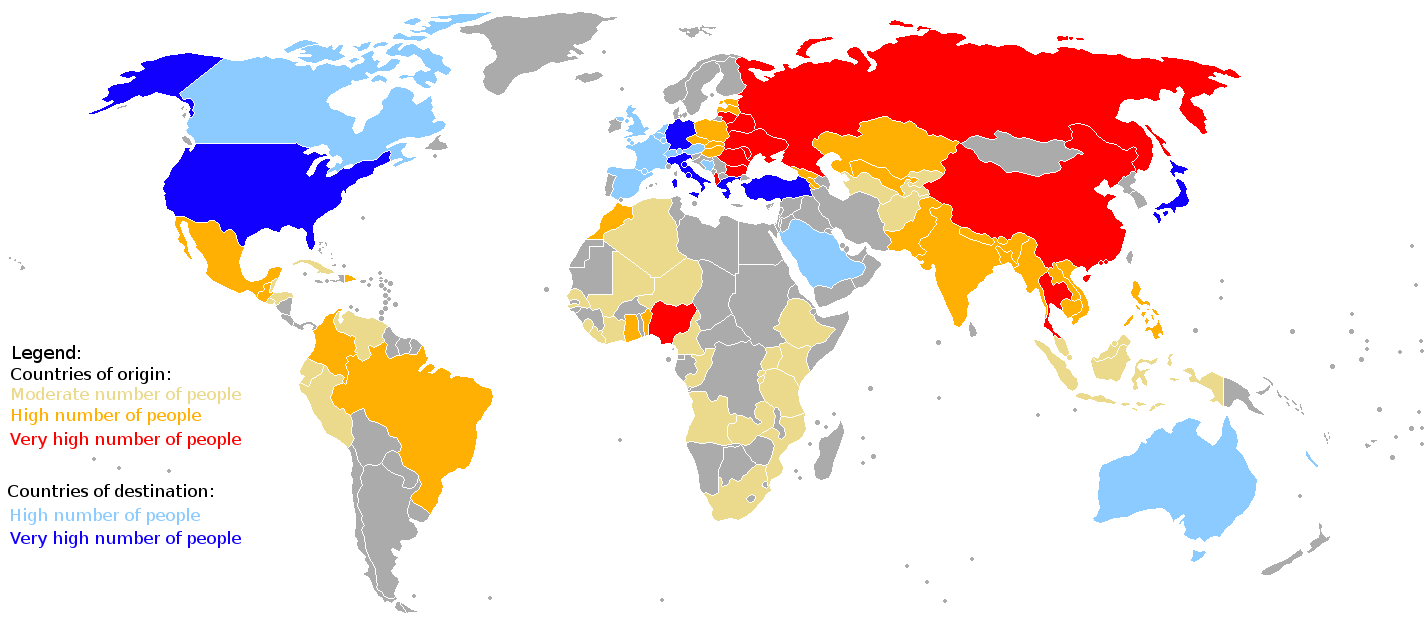
Країни-донори (червоний) і країни-реципієнти кримінальних потоків  (англ.)
Глобальна боротьба з торгівлею людьми (англ.)

## Гендерний стан
Статеве співвідношення (оцінка 2015 року):
- при народженні — 1,02 особи чоловічої статі на 1 особу жіночої;
- у віці до 14 років — 1 особи чоловічої статі на 1 особу жіночої;
- у віці 15—24 років — 0,96 особи чоловічої статі на 1 особу жіночої;
- у віці 25—54 років — 1,05 особи чоловічої статі на 1 особу жіночої;
- у віці 55—64 років — 1 особи чоловічої статі на 1 особу жіночої;
- у віці за 64 роки — 0,83 особи чоловічої статі на 1 особу жіночої;
- загалом — 1 особи чоловічої статі на 1 особу жіночої[1].

## Демографічні дослідження
Демографічні дослідження в країні ведуться рядом державних і наукових установ:

### Українською
- Атлас. 10-11 клас. Економічна і соціальна географія світу / упорядники :  О. Я. Скуратович, Н. І. Чанцева. — К. : ДНВП «Картографія», 2010. — ISBN 978-966-475-639-3.
- Атлас світу / голов. ред. І. С. Руденко ; зав. ред. В. В. Радченко ; відп. ред. О. В. Вакуленко. — К. : ДНВП «Картографія», 2005. — 336 с. — ISBN 9666315467.
- Безуглий В. В. Економічна і соціальна географія зарубіжних країн : Навчальний посібник. — К. : ВЦ «Академія», 2007. — 704 с. — ISBN 978-966-580-239-6.
- Безуглий В. В., Козинець С. В. Регіональна економічна і соціальна географія світу : Навчальний посібник. — видання 2-ге, доп., перероб. — К. : ВЦ «Академія», 2007. — 688 с. — ISBN 966-580-144-9.
- Головченко В. І., Кравчук О. Країнознавство: Азія, Африка, Латинська Америка, Австралія і Океанія. — К., 2006. — 335 с. — ISBN 966-8939-04-2.
- Гудзеляк І. І. Географія населення: Навчальний посібник / І. Гудзеляк. — Л. : Видавничий центр ЛНУ імені Івана Франка, 2008. — 232 с. — ISBN 978-966-613-599-8.
- Дахно І. І. Країни світу: Енциклопедичний довідник / І. І. Дахно, С. М. Тимофієв. — К. : Мапа, 2011. — 606 с. — (Бібліотека нового українця) — ISBN 978-966-8804-23-6.
- Дахно І. І. Економічна географія зарубіжних країн : навчальний посібник. — К. : Центр учбової літератури, 2014. — 319 с. — ISBN 978-611-01-0682-5.
- Джаман В. О. Регіональні системи розселення: демографічні аспекти. — Чернівці : Рута, 2003. — 392 с. — ISBN 9665685988.
- Дорошенко Л. С. Демографія: Навчальний посібник. — К. : МАУП, 2005. — 112 с. — ISBN 966-608-442-2.
- Дубович І. А. Країнознавчий словник-довідник. — 5-те вид., перероб. і доп. — К. : Знання, 2008. — 839 с. — ISBN 978-966-346-330-8.
- Економічна і соціальна географія країн світу. Навчальний посібник / За ред. Кузика С. П. — Л. : Світ, 2002. — 672 с. — ISBN 966-603-178-7.
- Загальна медична географія світу / В. О. Шевченко [та ін.] — К. : [б.в.], 1998. — 178 с.
- Книш М. М., Мамчур О. І. Регіональна економічна і соціальна географія світу (Латинська Америка та Карибські країни, Африка, Азія, Океанія) : навч. посіб. — Л. : ЛНУ ім. Івана Франка, 2013. — 368 с. — ISBN 978-617-10-0007-0.
- Крисаченко В. С. Динаміка населення: Популяційні, етнічні та глобальні виміри. — К. : Видавництво Національного інституту стратегічних досліджень, 2005. — 368 с. — ISBN 966-554-083-1.
- Кузик С. П., Книш М. М. Економічна і соціальна географія країн Америки : навч. посіб. — Л. : ЛНУ ім. Івана Франка, 1999. — 299 с. — ISBN 966-613-026-2.
- Любіцева О. О., Мезенцев К. В., Павлов С. В. Географія релігій. — К. : АртЕК, 1999. — 504 с. — ISBN 966-505-006-0.
- Масляк П. О. Країнознавство. — К. : Знання, 2007. — 292 с. — (Вища освіта XXI століття)
- Масляк П. О., Дахно І. І. Економічна і соціальна географія світу / П. О. Масляк, І. І. Дахно ; за ред. П. О. Масляка. — К. : Вежа, 2003. — 280 с. — ISBN 966-7091-53-8.

### Російською
- (рос.) Сент-Кристофер-Невис-Ангуилла // Демографический энциклопедический словарь / главн. ред. Валентей Д. И. — М. : Советская энциклопедия, 1985. — 608 с.
- (рос.) Сент-Кристофер-Невис-Ангуилла // Латинская Америка. Энциклопедический справочник [в 2-х тт.] / Главный редактор В. В. Вольский. — М. : Советская энциклопедия, 1982. — Т. 2. К-Я. — 656 с.
- (рос.) Сент-Кристофер-Невис-Ангуилла // Страны и народы. Америка. Общий обзор Латинской Америки. Средняя Америка / Редкол. : отв. ред. В. В. Вольский, Я. Г. Машбиц и др. — М. : «Мысль», 1981. — 333 с. — (Страны и народы) — 180 тис. прим.
- (рос.) Атлас народов мира / Отв. ред. С. И. Брук и В. С. Апенченко. — М. : ГУГК ГГК СССР и Институт этнографии им. Н. Н. Миклухо-Маклая АН СССР, 1964. — 185 с. — 20 тис. прим.
- (рос.) Численность и расселение народов мира. Этнографические очерки / под ред. С. И. Брука. — М. : Издательство АН СССР, 1962. — 487 с.
- (рос.) Лаппо Г. М. География городов: Учебное пособие для географических факультетов вузов. — М. : Туманит, изд. центр ВЛАДОС, 1997. — 476 с. — ISBN 5-691-00047-0.
- (рос.) Ягельский А. География населения. — М. : Прогресс, 1980. — 383 с.